# مد (موسیقی)

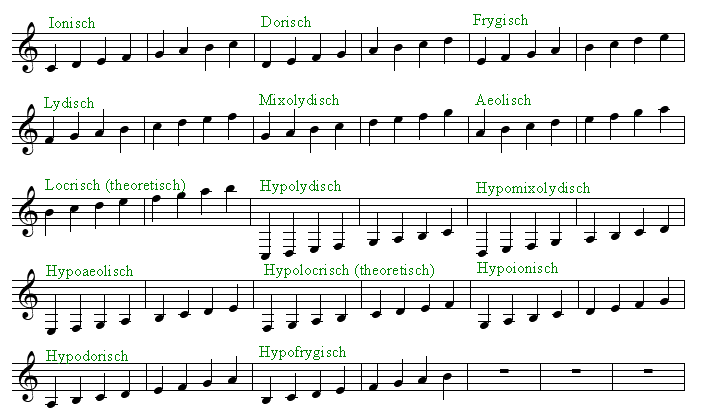
تصویری از موسیقی مدرن

در تئوری موسیقی کلاسیک، مد (فرانسوی: mode‎) عموماً به شکلی از گام اشاره دارد که با مجموعه‌ای از حالت‌های مشخص ملودیک همراه است. این معنا، که در سال‌های اخیر رایج‌ترین استفاده از واژه «مد» است، سنت‌هایی تاریخی از قرون وسطی را منعکس می‌کند که خود آن‌ها برگرفته از تئوری موسیقی یونان باستان هستند.

## تعریف
در طول تاریخ موسیقی، تعریف مفهوم مد موضوع تلاش‌های بسیاری بوده‌است. اگر گام موسیقی به عنوان یک بستر صوتی در نظر گرفته شود و ملودی به عنوان یک سیر مشخص در این بستر صوتی در نظر گرفته شود، مفهوم «مد» را می‌توان به عنوان حلقهٔ اتصال این دو در نظر گرفت که از گام خاص‌تر و از ملودی عام‌تر است. به عقیدهٔ هومان اسعدی مدهای موسیقی سه مؤلفهٔ عمده دارند که عبارتند از: بستر صوتی، نقش نغمات (درجات)، و فرمول‌های ملودیک خاص.

## رابطه مد با مقام
مفهوم مقام معمولاً با مفهوم مد مترادف یا به آن مرتبط دانسته می‌شود. گاه نیز مفاهیم دیگری که در توصیف اجزای یک مقام به کار می‌روند به مفهوم مد مرتبط می‌شوند.
به عقیدهٔ فرهاد فخرالدینی، آنچه در تقسیم‌بندی قدیمی موسیقی سنتی ایران (و تقسیم‌بندی فعلی موسیقی عربی) با نام «جنس» در حالت جمع با نام «اجناس» شناخته می‌شده، در واقع همان مُد است که در یک فاصلهٔ چهارم درست (یا به وسیلهٔ یک دانگ) تعریف می‌شده‌است. در رساله‌های قدیمی مرتبط با موسیقی حوزهٔ اسلامی نیز دیده می‌شود که غالباً یک اکتاو را به بسترهای صوتی کوچک‌تری (در اندازهٔ چهارم درست یا پنجم درست) تقسیم می‌کنند که شخصیت مُدال مستقلی دارند. به عقیدهٔ داریوش طلایی نیز در نزد موسیقی‌دانان مکتب مدرسی بغداد (نظیر ابن منجم، الکندی و فارابی) دانگ یا ذی‌الاربع که به یونانی تتراکورد نامیده می‌شود، مهم‌ترین شاخص مدال بوده‌است.
اما سعید کردمافی معتقد است که مد در موسیقی ایرانی تا حدی چارچوب ملودیک موسیقی را نیز در خود دارد، و در مقایسه با موسیقی عربی و ترکی بیشتر وابسته به فرمول‌های ملودیک است و این وابستگی در سبک‌هایی که متعهد به ردیف موسیقی ایرانی هستند بارزتر است. همچنین محسن حجاریان نیز معتقد است که نظام موسیقی ایرانی که مبتنی بر گوشه‌هاست (که شروع و پایان مشخصی دارند) از این جهت با نظام موسیقی عربی و ترکی (که در آن مقام‌ها انتزاعی هستند و شروع و پایان خاصی ندارند) متمایز است؛ همین مفهوم را والتر فلدمن نیز به این شکل بیان می‌کند که نظام موسیقی ایرانی «پشت‌بسته» است و نظام موسیقی عربی و ترکی «پشت‌باز»، و حجاریان این را به معنای وجود میدان اجرایی بزرگتری برای موسیقی‌های ترکی و عربی می‌داند.
بر این اساس می‌توان گفت که مقام‌ها روی بستر صوتی و نقش نغمه‌ها تمرکز دارند ولی یک فرمول ملودیک خاص را در خود ندارند، حال آن که گوشه‌ها این خصیصهٔ آخری را نیز دارا هستند. در موسیقی عربی و ترکی، این فرمول‌های ملودیک با کمک مفهوم دیگری با نام «سِیر» شرح داده می‌شوند.

## یادداشت
1. ↑  ذی‌الاربع و ذی‌الخمس، ر.ک. ادوار § فاصله‌ها و مقام (موسیقی) § تاریخچه